# Mariehamns församling

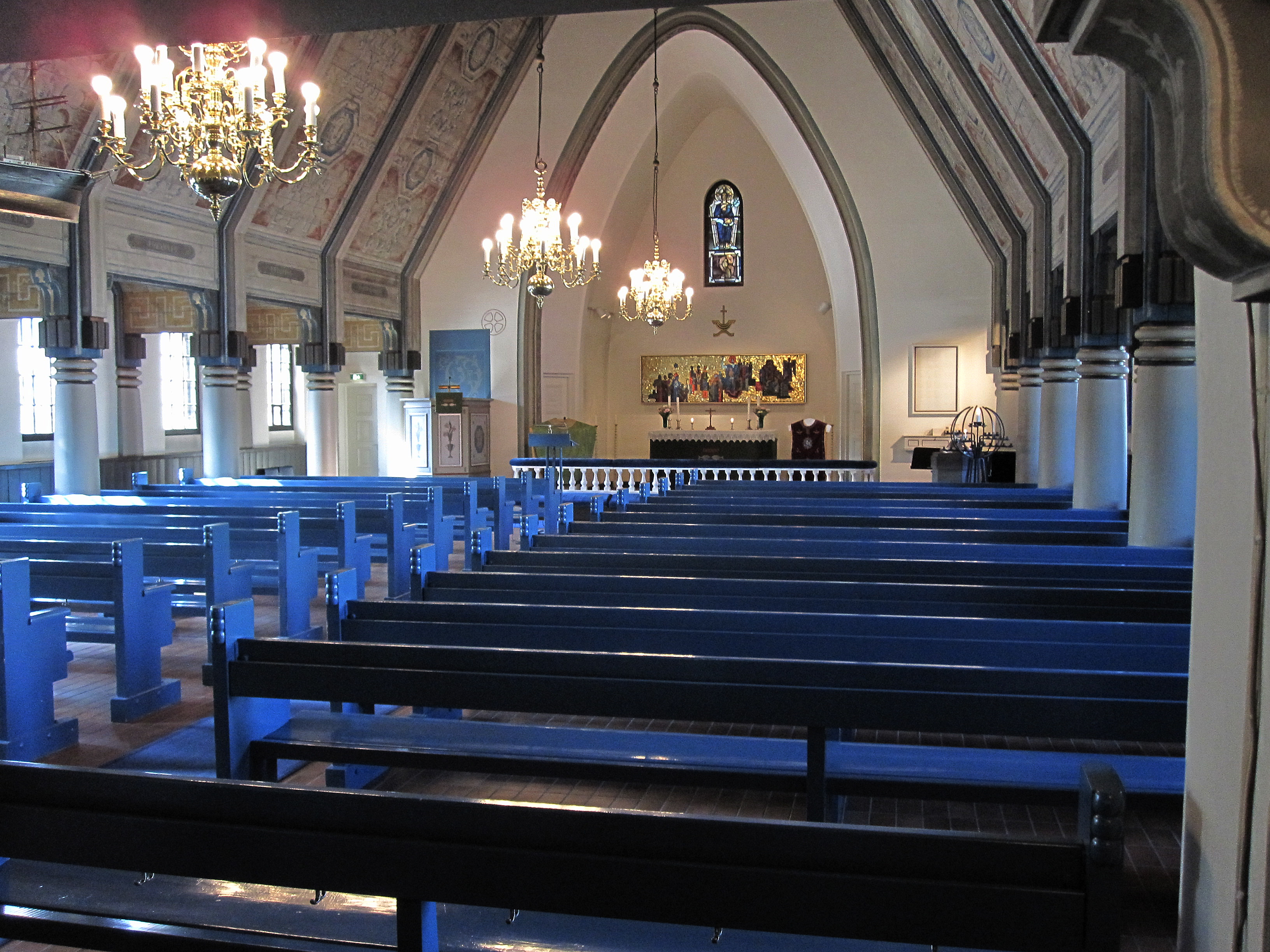
Interiör från S:t Görans kyrka

Mariehamns församling är en församling i Ålands prosteri inom Borgå stift i Evangelisk-lutherska kyrkan i Finland. Till församlingen hör 8 034 kyrkomedlemmar (08/2018) bosatta i Mariehamn.
Församlingens hemkyrka är S:t Görans kyrka, byggd 1927. Tre kilometer norr om staden ligger S:t Mårtens kyrka från 1969.
Kyrkoherde i församlingen är Mari Puska.